# Fina Buzzaccarini

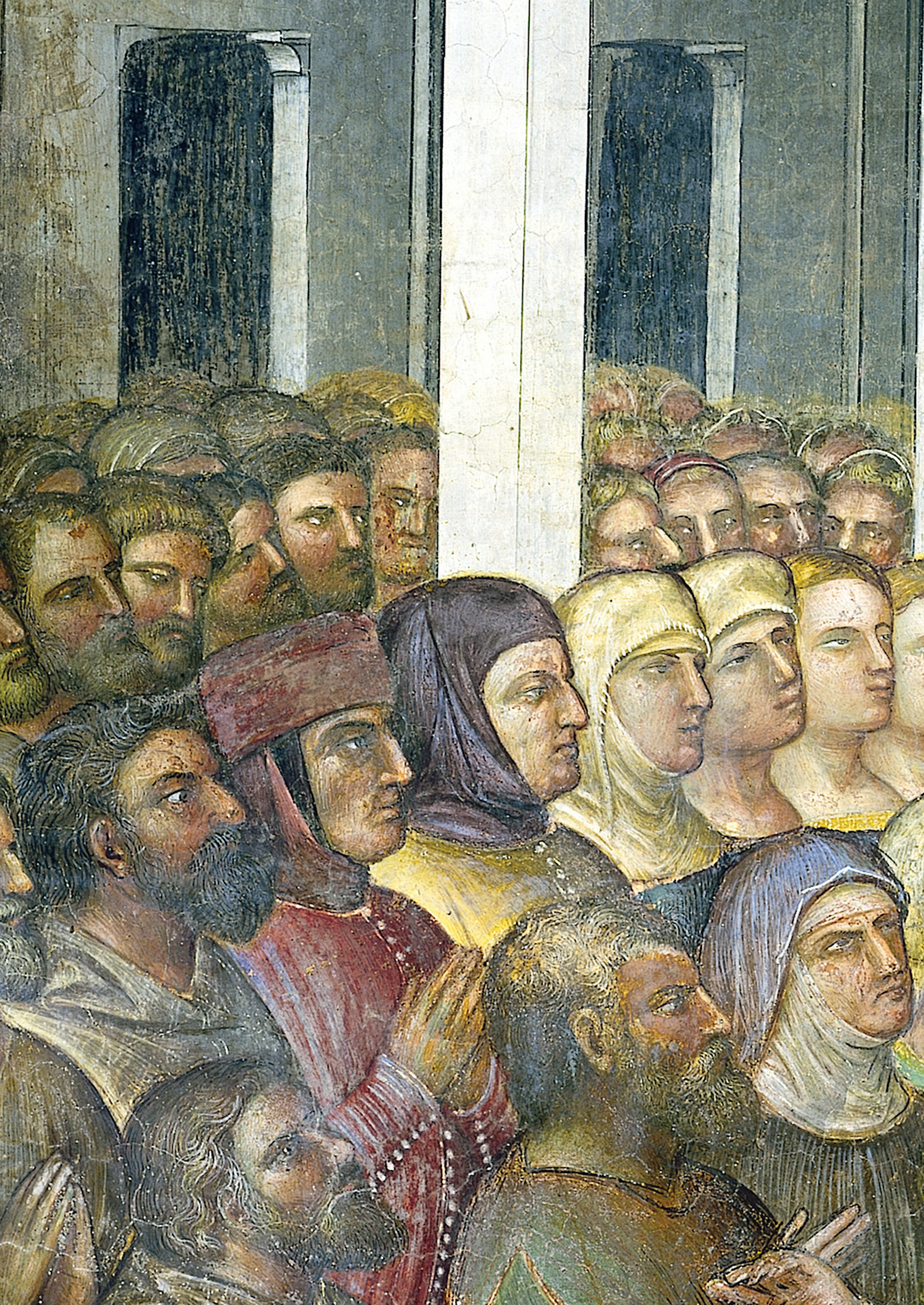
Battistero del Duomo di Padova - Giusto de' Menabuoi - particolare de I miracoli di Cristo - Raffigurazione di Francesco I da Carrara con Francesco Petrarca e la moglie Fina Buzzaccarini

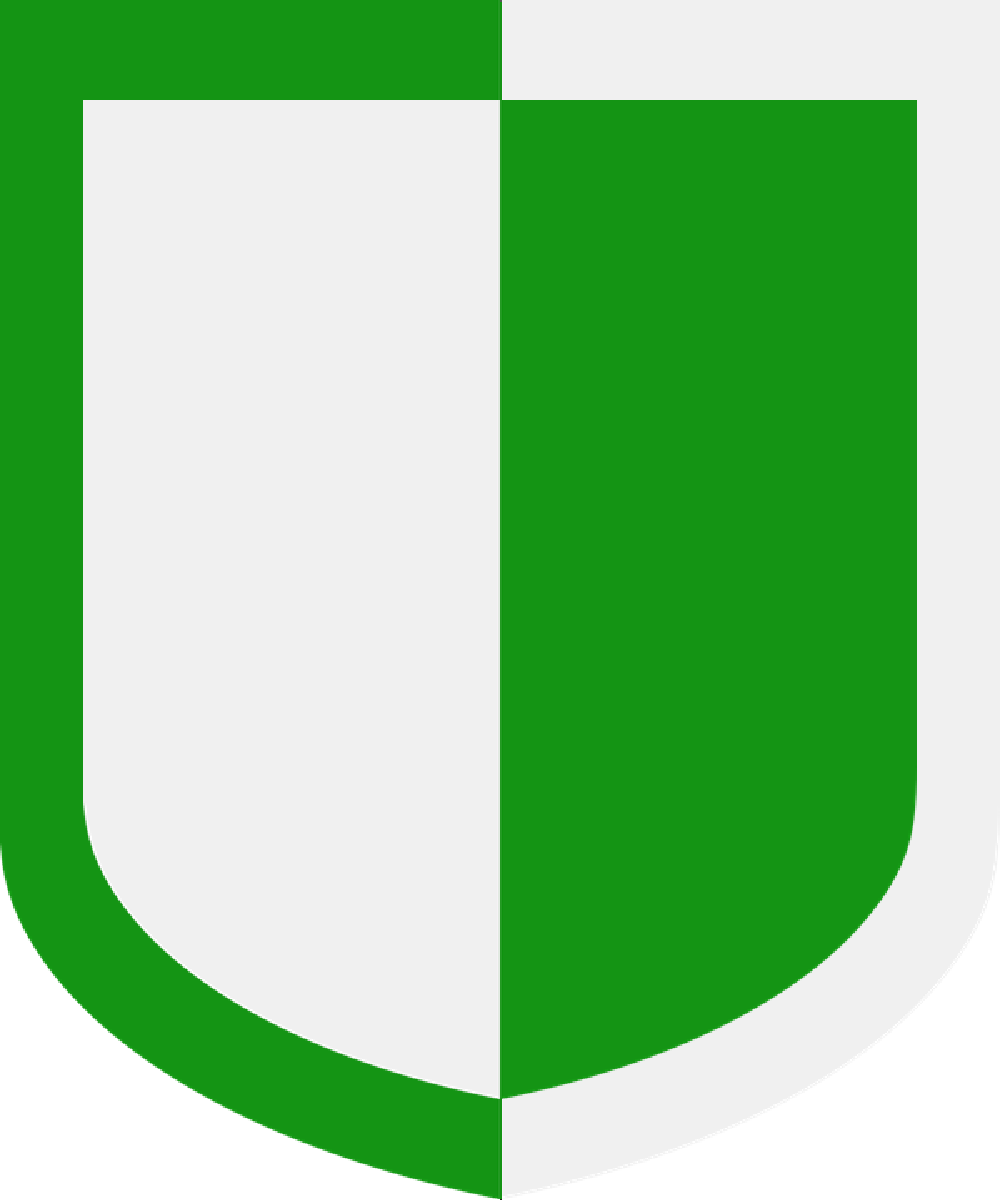
Stemma Buzzacarini

Fina Buzzacarini o Buzacarini (Padova, 1328 – 4 ottobre 1378) è stata una nobile italiana.

## Biografia
Era figlia di Pataro, della nobile famiglia dei Buzzaccarini o Buzacarini (nelle fonti anche Buzacharini / Buzacharina).
Nel 1345 sposò Francesco I da Carrara, signore di Padova. Nel 1375 fece erigere in città la Chiesa di Santa Maria dei Servi e l'annesso convento. 
Fece restaurare e affrescare completamente il battistero da Giusto de' Menabuoi, che divenne il pittore di corte dei Carraresi.
L'intenzione dei Carraresi era che il battistero divenisse anche il loro mausoleo, con un'opera che potesse competere in bellezza e magnificenza la Cappella degli Scrovegni di Giotto. 
In una lunetta Fina Buzzaccarini è raffigurata in ginocchio, suntuosamente abbigliata, mentre offre l'opera terminata alla Vergine, circondata da santi.
Morì il 4 ottobre del 1378 e fu sepolta nel Battistero di Padova assieme al marito. Le loro tombe vennero profanate agli inizi Quattrocento dai veneziani, nemici storici dei Carraresi.

## Discendenza
Fina e Francesco ebbero quattro figli:
- Francesco Novello (1359-1406), successore del padre nella signoria
- Carrarese, sposò Federico di Oettingen
- Gigliola (?-1367), sposò Venceslao di Sassonia
- Caterina (?-1372), sposò Stefano Frangipani